# 大和高田市立高田中学校
大和高田市立高田中学校（やまとたかだしりつ たかだちゅうがっこう）は、奈良県大和高田市にある市立の中学校である。

## 概要
1947年（昭和22年）に奈良県北葛城郡高田町立高田中学校として4クラス120名で開校。
毎週月曜日の放課後には｢色彩若葉｣という名の学習会があり、部活動は中止している。また、毎週水曜日には学校カウンセラーが来校し、生徒や保護者を対象に心の悩みについてカウンセリングしている。

## 沿革
- 1947年 - 開校
- 1950年 - 大和高田市立片塩中学校が分離
- 1958年 - 陵西中学校と合併
- 1985年 - 大和高田市立高田西中学校が分離

## 部活動

### 運動部
- 陸上競技部
- 男子バレーボール部
- 男子バスケットボール部
- 女子バスケットボール部
- バドミントン部
- ソフトテニス部

### 文化部
- 吹奏楽部
- 美術部
- 文芸部
- 科学部

## 校区
大和高田市立高田小学校・大和高田市立土庫小学校の校区と大和高田市立片塩小学校の校区の一部を校区とする。